# 王东伟
王东伟（1969年9月—），男性，河南唐河人，中华人民共和国政治人物。1988年8月加入中共，取得财政部财政科学研究所财政学专业博士学位。现任中华人民共和国财政部党组成员、副部长。

## 简历
1992年7月进入财政部工作，曾任国库司（国库支付中心）监督检查处处长、国库司制度研究处处长、国库司总会计师、国库司副主任。
2010年5月挂职赣州市人民政府副市长；2011年1月任中共赣州市委常委、副市长。
2013年4月，任财政部行政政法司副司长。
2017年3月，任河南省财政厅厅长。
2021年7月，任中共信阳市委书记。同年10月29日，当选为中共河南省委常委。同年11月，任中共河南省委统战部部长、省政协党组副书记。
2022年7月，转任财政部党组成员、副部长。